# فيتو كنيجفيتش
فيتو كنيجفيتش (بالسويدية: Vito Knezevic)‏ هو لاعب كرة قدم سويدي في مركز الدفاع، ولد في 25 يناير 1956 في جمهورية يوغوسلافيا الاشتراكية الاتحادية. لعب مع نادي يورغوردينس.